# Cycas sundaica
Cycas sundaica é uma espécie de cicadófita do género Cycas da família Cycadaceae, nativa de Sonda Oriental, na Indonésia. Esta espécie foi descrita em 2009.